# Ytre Norskøya
Ytre Norskøya, auparavant souvent appelé Lille Norskøya ou Otre Norskøya, est une île norvégienne qui forme avec l'île d'Indre Norskoyase le petit archipel des Norskøyane lequel constitue la partie orientale des Nordvestøyane . L'île est située au nord de la Terre d'Albert I, au nord ouest du Spizberg, Svalbard.
L'île, tout en longueur, mesure environ 1,5 km de long pour une surface de 1 km2.  L'île est élevée à l'ouest et au nord, mais le mont Utkikken s'élève à seulement 151 m au-dessus du niveau de la mer.

## Histoire
Ytre Norskøya était une station baleinière au XVIIe siècle. Il en reste divers monuments le long de la côte sud de l'île dans sa partie plane - à savoir en partant d'ouest en est - deux tombes, les restes des fondations d'une maison, deux autres tombes, une sépulture et deux pierres tombales dans l'est.
La zone était fréquentée au tout début du XXe siècle pour la chasse à la baleine mais il n'y avait pas de station baleinière sur l'île.
Sur la montagne Utkikken se trouvent deux cairns et une croix en fer datant de l'époque des expéditions des XIXème et XXe siècles. 